# شارلوت بيشوف
شارلوت بيشوف (بالألمانية: Charlotte Bischoff)‏ هي مقاومة ألمانية، ولدت في 5 يناير 1901 في برلين في ألمانيا، وتوفي بنفس المكان في 4 نوفمبر 1994.